# Francis Herth
Francis Herth est un artiste peintre, dessinateur, sculpteur, graveur, lithographe et Illustrateur abstrait, français, né le 21 février 1943 à Remiremont et mort le 25 septembre 2018 à  Paris 15e. Il est inhumé à  Plougoulm.

## Biographie
Francis Herth entre en 1957 à l'école Saint-Luc de Bruxelles où il est élève de Gaston Bertrand et Louis Van Lint. Il séjourne à l'Academia Belgica de Rome. Il réside ensuite à Paris puis s'installe à Palaiseau où il développe son univers avec encre et lavis. Il vit et travaille à Murs (Vaucluse) de 1974 à 1985 avant de revenir en 1987 à Paris s'installer dans un atelier de La Ruche où il prendra la fonction de délégué des artistes. Trois séjours au Japon marqueront notamment cette période.

## Contributions bibliophiliques
- Charles Juliet, L'Inexorable, gravures de Francis Herth, Fata Morgana, 1984.
- François Cheng, Hors saisons, aquarelles marouflées de Francis Herth, Fata Morgana, 1993.
- Benjamin Fondane (préface de Michel Carassou), Au seuil de l'Inde, 2 encres de Francis Herth, Fata Morgana, 1994.
- André Velter, La traversée du Tsangpo,  8 sérigraphies originales de Francis Herth, éditions Rencontres, 2003,
- François Cheng, Que nos instants soient d'accueil, 14 lithographies originales de Francis Herth, 240 exemplaires numérotés, Les amis du livre contemporain, 2005[3].

## Expositions

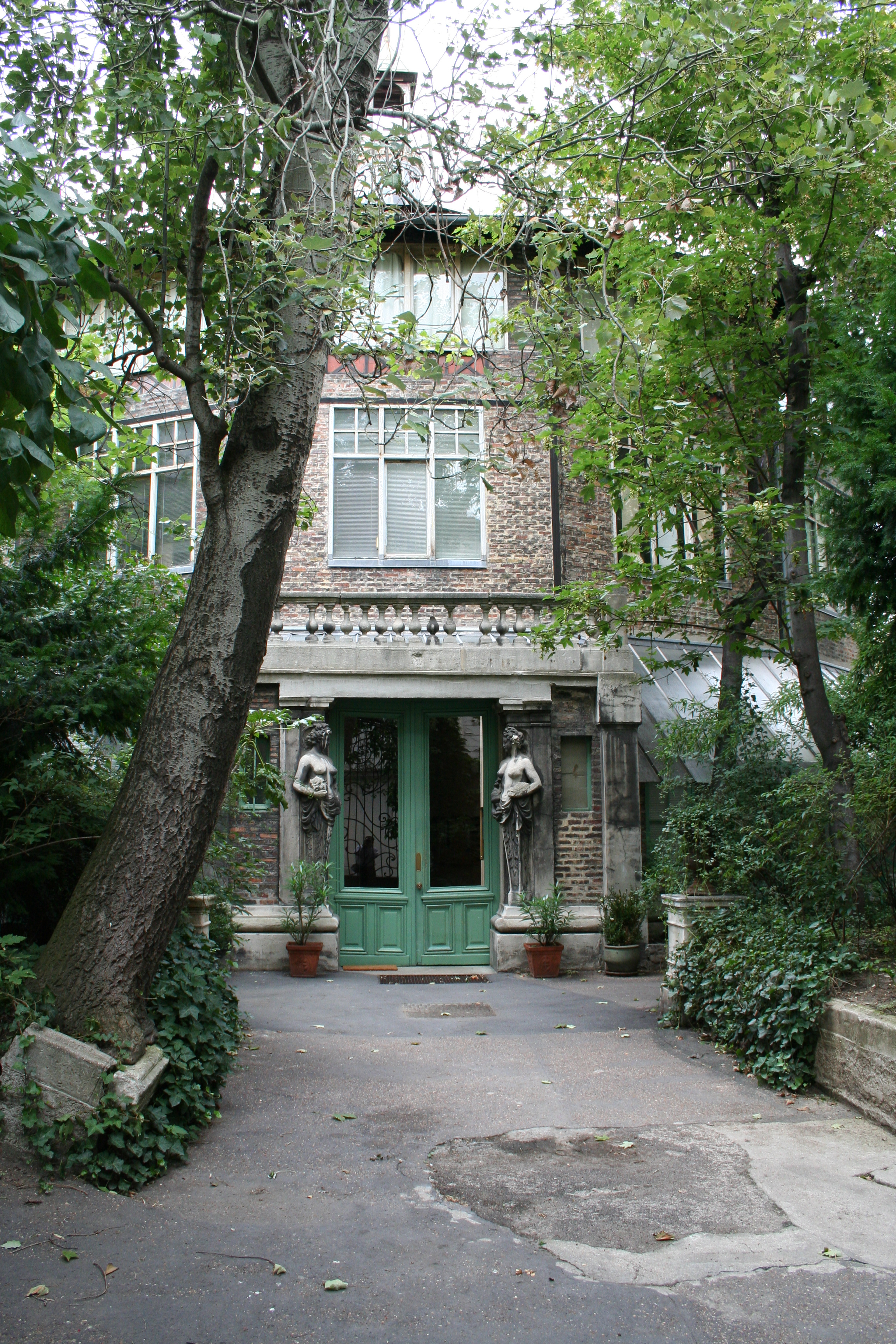
La Ruche, Paris, 2018

### Expositions personnelles
- Maison internationale, Bruxelles, 1965.
- Galerie Saint-André-des-Arts, Paris, 1969.
- J. Walter Thompson Art Gallery, Bruxelles, 1970.
- Tour de la Porte de Namur, Ixelles-Bruxelles, septembre-novembre 1970.
- Gallery B.B., Randers, 1972.
- Galerie Erval, Paris, 1979, 1982, avril-mai 1986 (Turbulences), 1988.
- Galerie d'Outremont, 1984, 1988.
- Le salon d'art, rue de l'hôtel de monnaie, Bruxelles, 1987, 1989, 1993 (Émergences).
- Galerie Alice Chartier, Lyon, 1989.
- Galerie Didier Fetteweis, Spa.
- Galerie Yoshii, Tokyo (Ginza), août 1994, septembre 1997.
- Galerie Climats, Paris, 1995.
- Musée Shirabaka Kiyoharu, Kōfu, 1995 (Signes du voyage), novembre 1996.
- Francis Herth - Traverse, Galerie Yoshii, Paris, septembre-novembre 2000[4].
- Que nos instants soient d'accueil - Aquarelles de Francis Herth en lien avec le livre de François Cheng, chapelle des Pénitents bleus, Narbonne, mars 2007 (introduction d'André Velter).
- Francis Herth - D'une rive l'autre, Galerie Deletaille, Bruxelles, avril-mai 2010[5].
- Hommage à Francis Herth, La Ruche (salle Alfred-Boucher), Paris, décembre 2018.

### Expositions collectives
- T.N.P., Bruxelles, 1965, 1971[2].

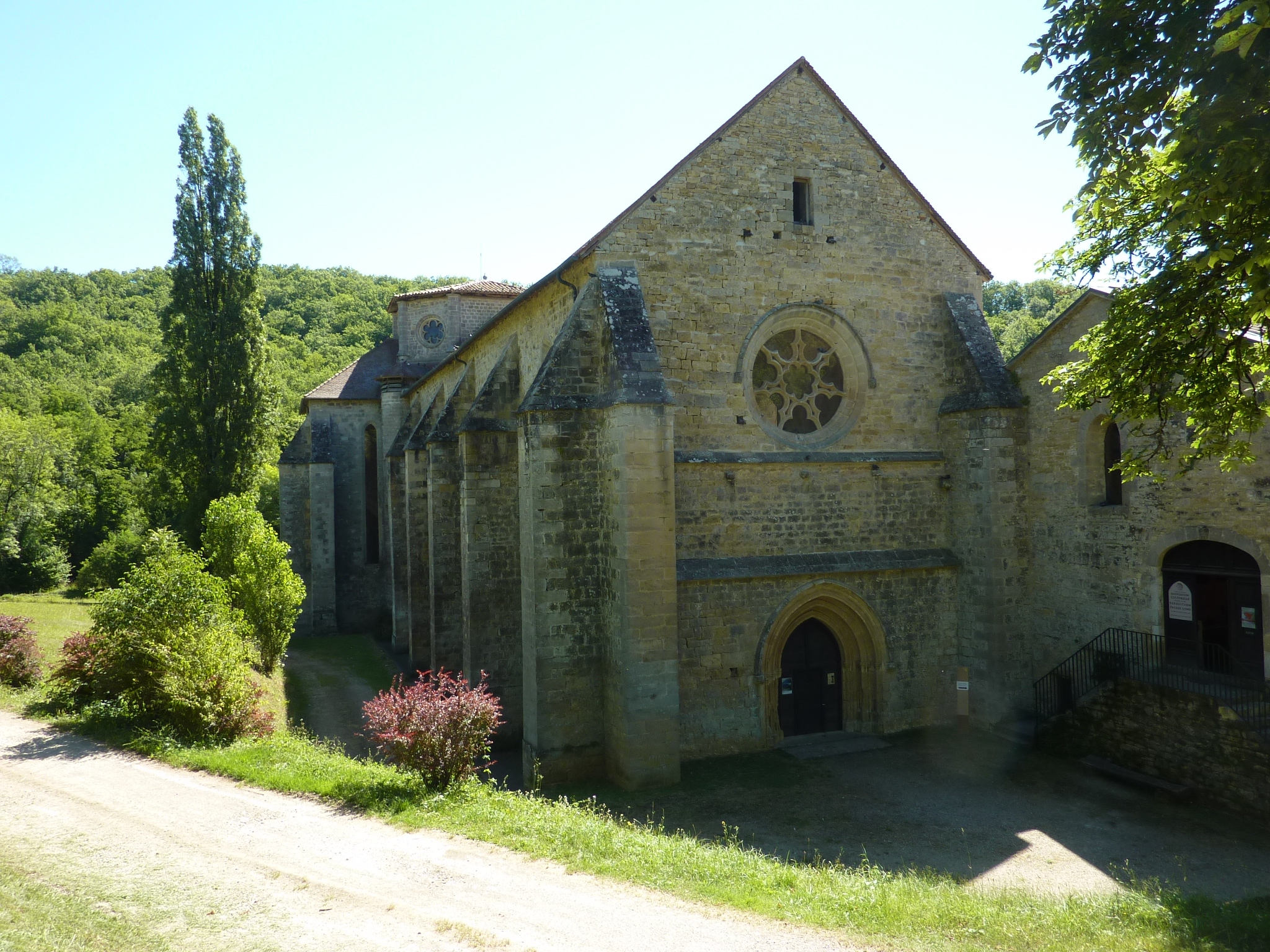
Abbaye de Beaulieu-en-Rouergue, 1990

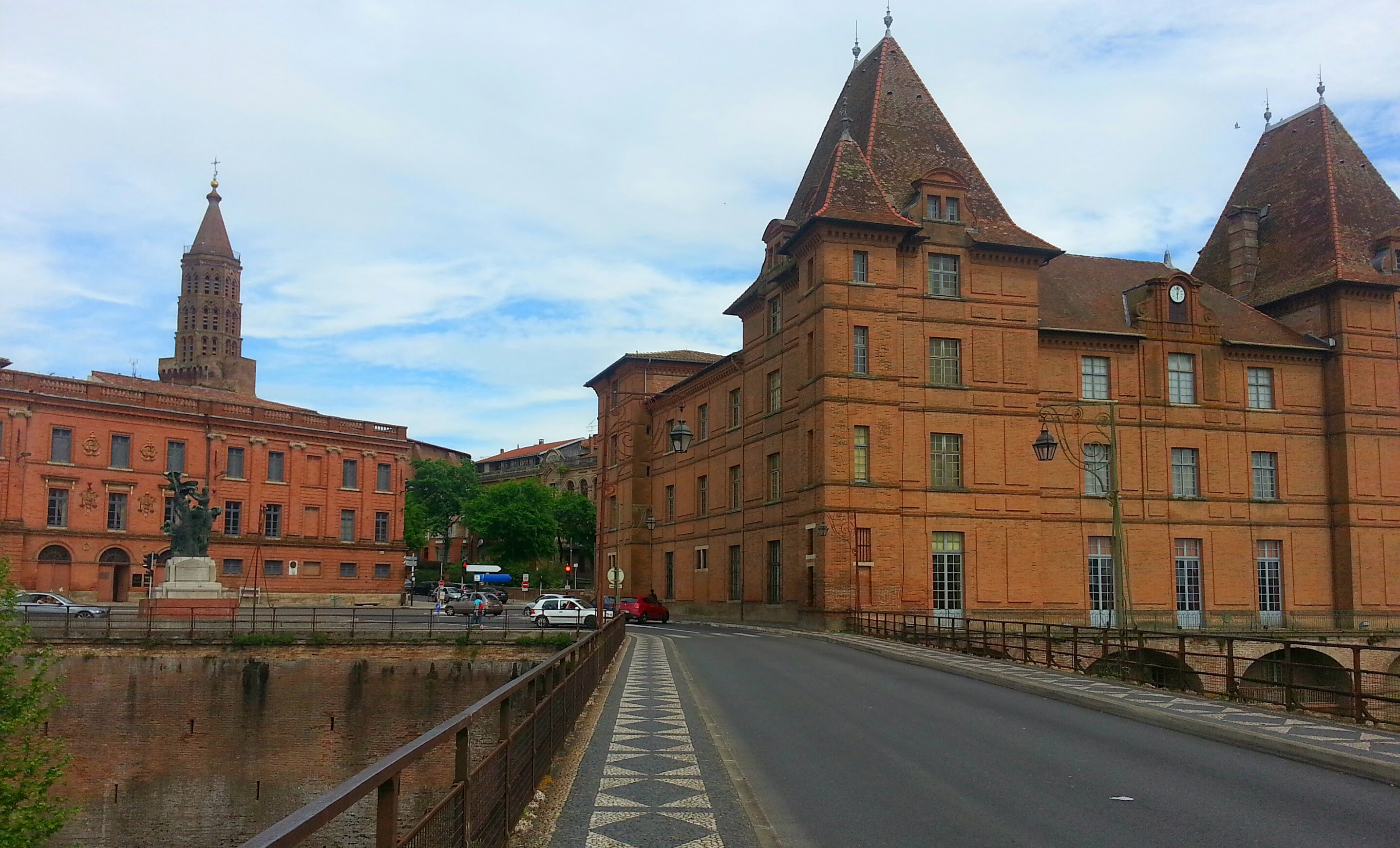
Musée Ingres, Montauban, 1991

- Galerie Carrefour, Bruxelles, 1965-1971.
- Galerie Argos, Nantes, 1970.
- Salon des réalités nouvelles, Paris, 1970, 1971, 1973.
- Galerie Farber, Bruxelles, 1973.
- Dessins français contemporains, Musée de la S.E.I.T.A., Paris, puis en itinérance : Centre culturel français de Milan, Centre culturel franco-italien de Turin, Centre culturel français de Rome, 1982-1983[6].
- Foire internationale de Gand, 1988.
- Centre d'art contemporain de l'abbaye de Beaulieu-en-Rouergue, 1990.
- Pour saluer le dessin - Michel Brigand, Marc Dautry, Claudine Drai, Francis Herth, Michel Moskovtchenko, Louis Pons..., Musée Ingres, Montauban, avril-juin 1991[7].
- Michel Carrade, Francis Herth, Georges Meurant, Marthe Velle, Damasquine Art Gallery, Bruxelles, 1996[8].
- Peinture et poésie - Les métiers du livre, Ministère de la culture, Paris, décembre 2006[9].
- Du dessin à l'animation de dess(e)in, G.P.O.A., Bruxelles, janvier-février 2007[10].
- Papiers choisis - Charles Juliet invite Geneviève Asse, Bang Hai Ja, François Dilasser, Francis Herth, Emmelene Landon, Jean-Michel Marchetti, Marie Morel, Pierre Soulages, Musée Chintreuil, Pont-de-Vaux, avril-mai 2008[11].
- Le noir dans une itinérance de papier - Philippe Favier, Franta, Monique Frydman, Francis Herth, Christian Lapie, Fernand Léger, Ernest Pignon-Ernest, Galerie Bogena, Saint-Paul-de-Vence, août-septembre 2015[12],[13].
- Le Golem revisité, La Tannerie, Houdan, février-avril 2018[14].
- Encre, plume, fusain - Donation fonds Meeùs, Musée L, Louvain-la-Neuve, juin-septembre 2019[15].

## Réception critique

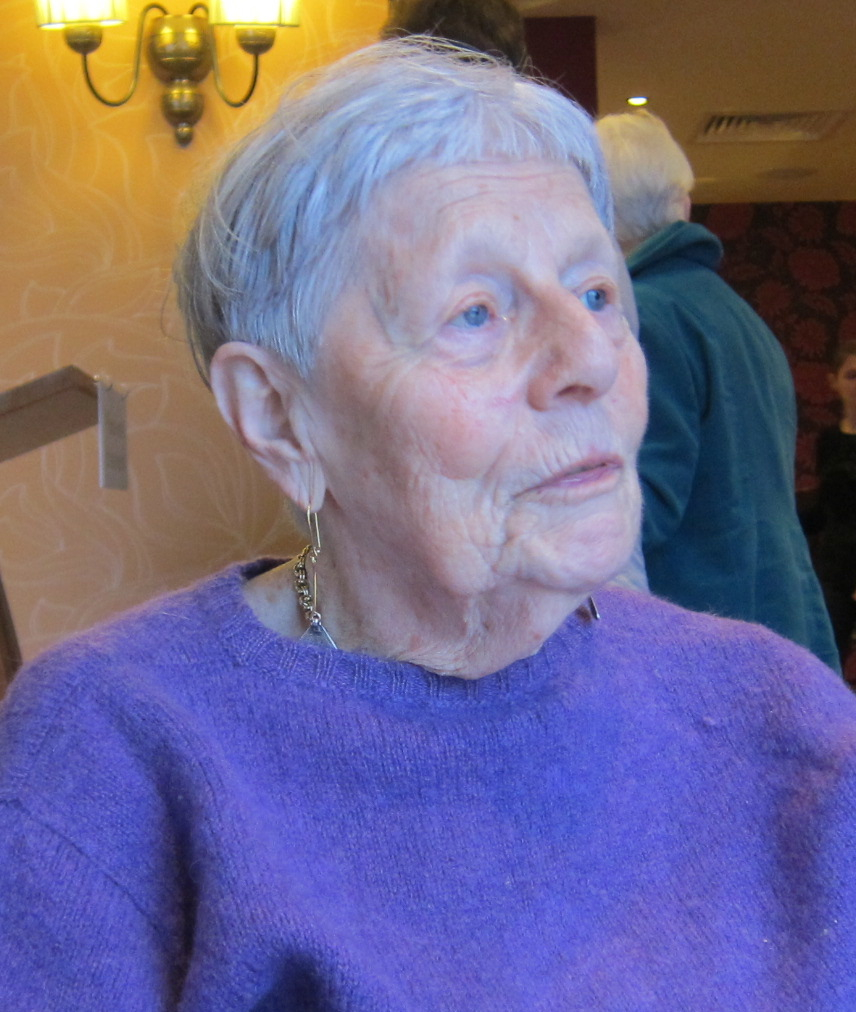
Fernande Schulmann

- « De grandes compositions à l'encre de Chine, savantes et apparemment spontanées. Nulle impression d'effort, signe qu'ici la maîtrise est complète. On songe à un Michaux très solidement peintre qui produirait des configurations à la fois nues et peuplées. Le regard, quand il a accroché ces austérités, s'en déprend malaisément. Images du désert pour l'homme de nos pays : des dunes, des replis, des cimes, des campements où l'individu se devine à peine. Un grand souffle parcourt ces œuvres sans que jamais on ne soupçonne une recherche systématique de l'étrange. » - Fernande Schulmann[16]
- « Le signe détourné, comme un tourbillon hallucinatoire. » - Jacques Meuris[17]
- « Le déclenchement s'est produit quand un jour les collines ont secrété des corps. La roche s'est muée en des formes humaines qui se sont isolées et différenciées, mais sans abandonner leur allure fœtale. Cette sorte de turgescence, ce gonflement qu'on voit dans les premiers dessins montrent qu'on est là dans un monde de germes et d'embryons. Sous l'hésitation de la forme on vit un climat de parturition, avec quelque chose  de poignant, d'un peu monstrueux et difforme qui caractérise l'être inachevé ou l'organisme encore en gestation. D'ailleurs, à mesure qu'ils naissent, ces corps se donnent un complément graphique, le fond liquide ajouté au lavis, qui est une enveloppe dont ils peuvent sourdre tout en y restant immergés. » - Jean Guiraud[18]
- « Francis Herth crée en une fine écriture des agglomérations de signes qui suggèrent des mouvements planétaires. » - Dictionnaire des peintres belges[19]
- « De ce graphisme très rapide, fait de petits signes, le motif surgit à distance. Après avoir figuré la minéralité des collines et de la roche, Francis Herth glisse vers des formes humaines (la série des Torses) ou, dans un sens générique, des formes organiques. C'est dans leur dimension fœtale, de germes et d'embryons, que Francis Herth les saisit exprimées par une thématique formelle née du geste de la main. Du monde cellulaire ou de ses dérivés métaphoriques s'opère une mise en circulation rapide et profonde de l'énergie née de l'orbe ou de l'ellipse... Plus qu'une image, c'est avant tout une sensation, voire une pulsion qu'il figure dans ses emmêlements et ses tournoiements. » - Christophe Dorny[2]
- « Passionné par la technique et les matériaux d'Asie, Francis Herth s'en nourrit pour nous emmener dans un espace intersidéral à la frontière entre figuration et abstraction. Nous voici dans l'éternelle nuit aux confins de l'univers, pris au sein d'un tourbillon qui réveille notre imaginaire des origines. Pourtant, une observation attentive nous entraîne plus loin encore, gagnés par un vertige cosmique, où les questions d'échelle, de mesure et de temps sont abolies. Mais cet espace où nous avons perdu nos repères est-il pour autant illisible ? Non, car Francis Herth, dans un geste unique, met en place une calligraphie déployée au cœur du mouvement circulaire. L'organisation de l'œuvre, qui pourrait paraître chaotique, se révèle extraordinairement structurée par l'écriture souple de signes noirs agencés à la manière chinoise, ainsi que par le rythme minutieusement installé dans la circularité. » - Bernadette Surlereaux[20]

## Prix et distinctions
- Prix Charles-Oulmont de la Fondation de France, 1987.
- Prix Victor-Chocquet, 1994.
- Prix Weiler, Peinture, Institut de France, 2001

## Collections publiques

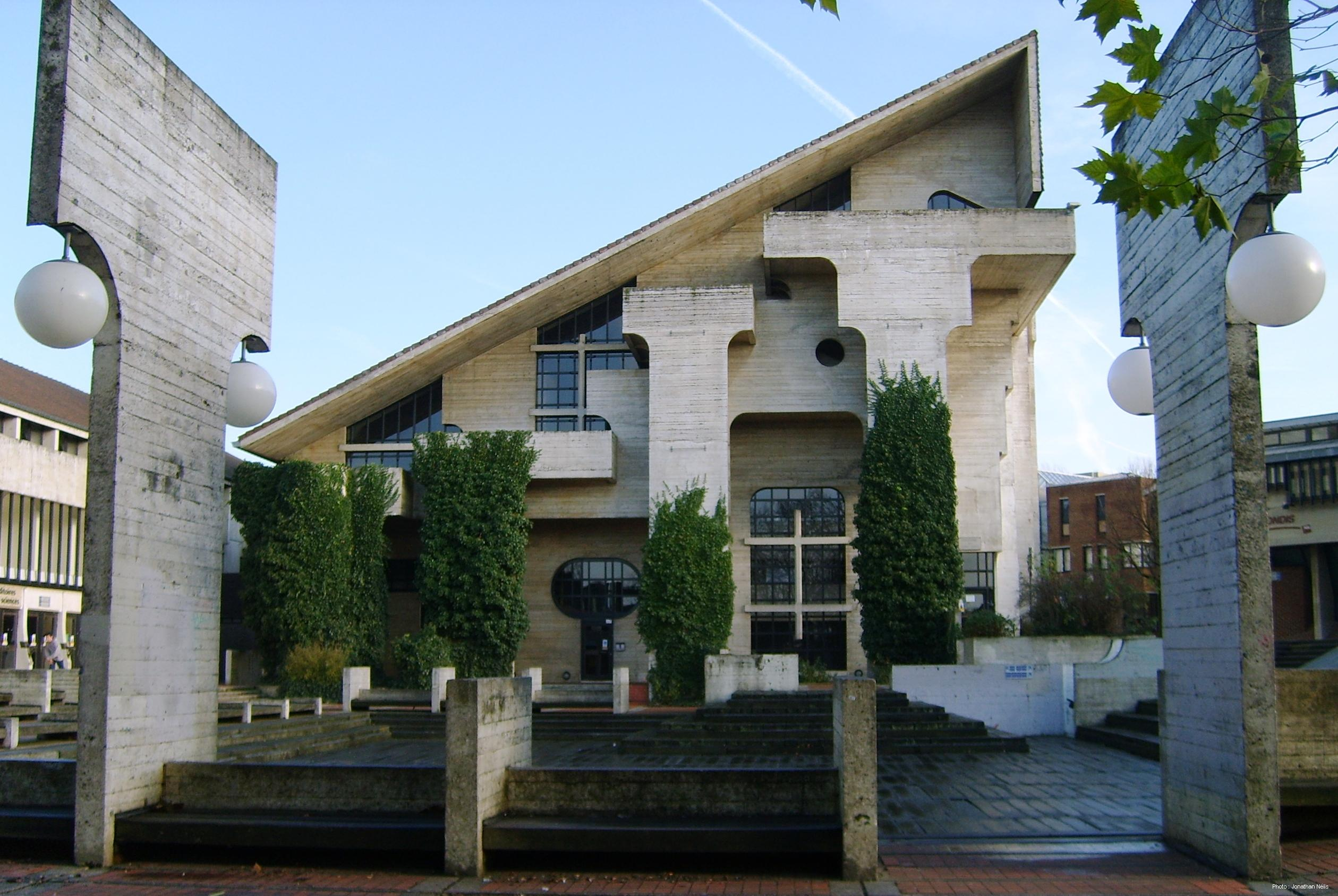
Musée L, Louvain-la-Neuve

### Belgique
- Musée communal des Beaux-Arts d'Ixelles.
- Musée L, Louvain-la-Neuve, Sans titre, encre à la plume sur papier, 75x105cm, donation Serge Goyens de Heusch[20].

### France
- Médiathèque du Grand Narbonne.
- Fonds national d'art contemporain, Puteaux :
  - Tranum I, encre 50x65cm, 1972[21] ;
  - Tranum II, encre 43x50cm, 1972[22] ;
  - Sans titre I, encre 72,4x99cm, 1976[23] :
  - Sans titre II, plume et lavis 75x104cm, 1976-1979[24].

### Bibliographie

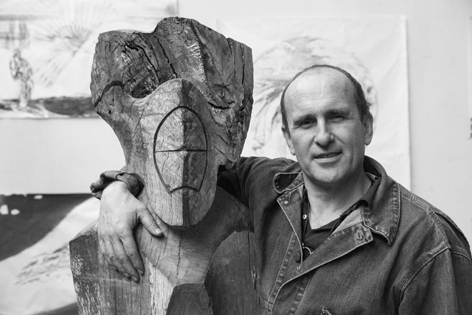
Nicolas Alquin

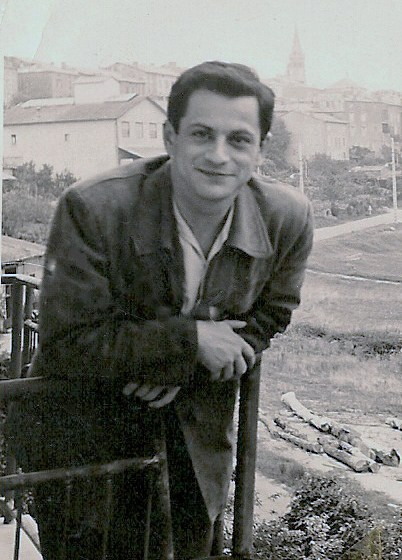
Jean Guiraud

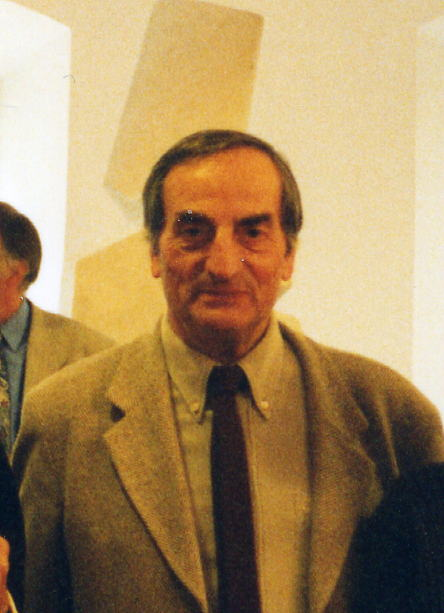
Charles Juliet

## Collections privées
- Jacques et Solange du Closel[25].
- Chozo Yoshii.